# Bimota SB8
La Bimota SB8 è una motocicletta stradale sportiva realizzata dalla Bimota dal 1998 al 2006.
La SB8 viene presentata al Salone della Moto a Milano nel 1997 e nella versione originale è denominata SB8R. Questa motocicletta è stata progettata intorno al motore bicilindrico a 90° della Suzuki TL 1000R. In seguito vengono lanciate la SB8R Special e la SB8K, ma nel 2000 la Bimota dichiarò il fallimento e la produzione venne interrotta. Quando l'azienda fu riaperta dai nuovi proprietari nel 2003, si decise di ripartire da ciò che era già in magazzino: vennero così lanciate nel 2004 le SB8K Gobert e SB8K Santamonica, versioni speciali dotate di una ricercata componentistica.

## Tecnica
La SB8 ha un particolare telaio composito formato da due sezioni di diverso materiale. La sezione superiore che parte dal cannotto di sterzo è di alluminio e formata da due travi lineari che fasciano lateralmente la parte alta del motore, uniti da una traversa anch'essa in alluminio (che serve a supportare l'attacco del monoammortizzatore) e che si collegano a due strutture scatolate in fibra di carbonio poste all'altezza del perno del forcellone: questa soluzione garantisce pesi ridotti ed elevata rigidità.
Il motore giapponese fu dotato di un impianto di alimentazione a iniezione elettronica (prodotto dalla Marelli) diverso da quello montato di serie sulla moto donatrice e caratterizzato da corpi farfallati maggiorati da 59mm anziché 52mm.

## Carriera agonistica

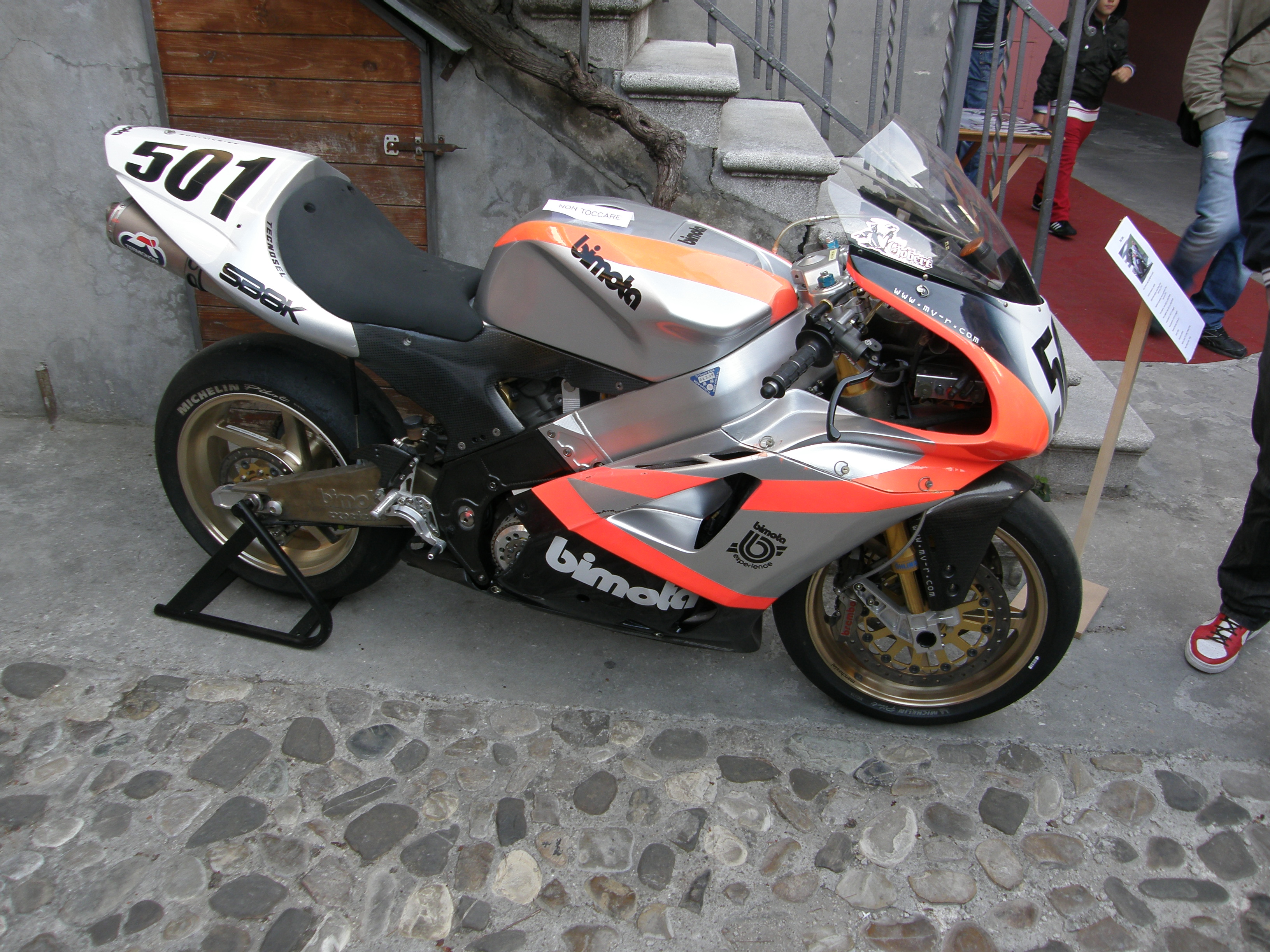
La Bimota SB8K portata in gara da Anthony Gobert

Nel 2000 la casa riminese ne allestisce una versione più spinta denominata SB8K, con aerodinamica affinata e motore leggermente potenziato, e ne pianifica la costruzione in 150 esemplari, cioè la produzione minima richiesta dalla FIM per consentire alla Bimota di impegnarsi nel campionato mondiale Superbike. Nella gara australiana del 2000 svoltasi sul circuito di Phillip Island in particolari condizioni meteorologiche, l'esperto pilota locale Anthony Gobert (proveniente dall'AMA Superbike) ottiene la prima e unica vittoria per questa moto alla seconda gara a cui veniva iscritta, grazie ad una azzeccata scelta di pneumatici e a una impeccabile condotta di gara, su una moto che non era stata idoneamente sviluppata a causa di un ridotto ammontare di collaudi pre-campionato. Con questa affermazione la Bimota ritorna alla vittoria nel mondiale Superbike a distanza di 11 anni dall'ultimo successo di Giancarlo Falappa al Paul Ricard nel 1989 con la Bimota YB4EI.